# Kohan
Kohan je série real-time strategií od společnosti TimeGate Studios. Série se odehrává ve fiktivním světě jménem Khaldun, ve kterém mimo jiné žije i rasa Kohan. Na tomto světe byl také založen příběh prvního dílu s názvem Kohan: Immortal Sovereigns. O rok později vyšel i datadisk Ahriman's Gift (na evropském trhu prodávaný jako Battles of Ahriman). Zde se změnil jen příběh a přibyly bojové jednotky. 
V roce 2004 vydala TimeGate Studios nový díl Kohanu – Kohan II: Kings of War, který byl založen na vylepšené grafice a hratelnosti.
- Kohan: Immortal Sovereigns (2001)
- Kohan: Ahriman's Gift (datadisk – 2001)
- Kohan II: Kings of War (2004)

## Immortal Sovereigns

### HW požadavky
- Pentium II nebo vyšší
- 300 MHz
- 64 MB RAM
- 400 MB místa na disku
- myš
- Windows 9x, ME, 2000
- 4× CD-ROM mechanika
- DirectX 7.0-kompatibilní grafická karta 4MB VRAM
- Monitor a video karta s rozlišením 1024×768×16
- Internetové připojení nebo LAN pro multiplayer